# Dottor Manhattan
Dottor Manhattan, il cui vero nome è Jonathan "Jon" Osterman, è un personaggio della serie a fumetti Watchmen pubblicato dalla DC Comics a partire dal 1986 e creato da Alan Moore e Dave Gibbons.
Ideato prendendo spunto dal supereroe della DC Capitan Atom, il Dottor Manhattan rappresenta il personaggio più vicino al concetto di supereroe classico alla Superman tra i supereroi della serie Watchmen; proprio a causa dei suoi poteri, tuttavia, è sempre più distante dall'umanità: la sua capacità di leggere la realtà a livello sub-atomico fa infatti sì che egli veda il mondo solo come una complessa interazione tra particelle elementari, mentre le attività umane gli sembrano poco interessanti e prive di senso; potendo vedere il proprio futuro, inoltre, sa che ogni avvenimento - e quindi le azioni di ogni essere vivente, lui compreso - è fissato immutabilmente nel destino, pertanto la consapevolezza che il libero arbitrio non esista non lo abbandona mai.
Nella serie del 2016 DC Rebirth, reboot della casa fumettistica omonima (che detiene i diritti del personaggio e dell'universo di Watchmen) lo si scopre essere il deus ex machina e creatore della nuova linea temporale dei personaggi DC, entrando pertanto a far parte della nuova continuity.

## Biografia del personaggio

### Genesi
Jon Osterman nasce nel 1929: suo padre, di professione orologiaio, in seguito all'elaborazione della teoria della relatività e al bombardamento atomico di Hiroshima e Nagasaki si convince che il suo lavoro è ormai inutile e prospetta per il figlio un futuro da fisico nucleare. Jon accetta l'imposizione del padre quasi senza fiatare e riesce a laurearsi, trasferendosi nel 1959 in un laboratorio in cui si svolgono esperimenti di fisica subatomica dove stringerà un legame sentimentale con una collega.
Un giorno, per andare a recuperare l'orologio della collega che aveva riparato e in seguito dimenticato nel camice, Jon rimane rinchiuso in una stanza utilizzata per rimuovere il campo intrinseco proprio quando sta per iniziare un esperimento: essendo questo completamente automatizzato e non essendo possibile annullarlo in alcun modo, l'esperimento ha luogo e Jon viene disintegrato all'istante.
Nei giorni successivi alla base si verificano strane apparizioni: un giorno compare per breve tempo un sistema nervoso completo di occhi e cervello; un altro giorno gli attoniti ricercatori si trovano davanti ad un sistema circolatorio che cammina e sparisce dopo poco. Poi compare, sempre per pochi istanti, uno scheletro provvisto di alcune fasce muscolari. Infine, dopo i primi tentativi di ricostruire il suo corpo, ricompare Jon, trasfigurato in una figura umana dalla pelle blu senza peli e dagli occhi privi di iride e pupilla.

### Carriera da supereroe
Il soprannome "Dr. Manhattan" viene fornito direttamente dal governo degli Stati Uniti con un chiaro riferimento al Progetto Manhattan, il programma di ricerca che portò alla costruzione della bomba atomica. Nonostante le imposizioni del suo governo, il Dr. Manhattan decide di adottare come simbolo uno schema dell'atomo di idrogeno, che egli stesso si imprime direttamente sulla fronte.
La comparsa del Dr. Manhattan modifica radicalmente l'equilibrio economico e geopolitico del mondo: egli è infatti in grado di sintetizzare litio in grandi quantità, che verrà utilizzato per la trasformazione di tutti i mezzi di trasporto in veicoli elettrici; la sua potenza serve come deterrente a un'escalation della guerra fredda tra USA e Unione Sovietica; su ordine del presidente Nixon fa in modo di concludere la guerra del Vietnam in tre settimane. Forte di questo successo Nixon riesce ad essere rieletto per la terza volta, abrogando il ventiduesimo emendamento della Costituzione che pone il limite di rielezione al secondo mandato.
Dopo la legge del 1977 che rende illegali i supereroi, soltanto lui e il Comico vengono autorizzati a rimanere in attività, mentre gli altri Watchmen sono costretti a rinunciare al costume e ad intraprendere la vita del privato cittadino; a causa tuttavia di un elaborato piano ideato da Ozymandias, l'opinione pubblica gli si rivolta contro (gli sono mosse accuse di provocare il cancro a chi gli vive accanto) spingendolo ad auto-esiliarsi su Marte. In seguito Ozymandias causa una strage dove muoiono milioni di persone, inducendo il mondo a credere ad una invasione aliena. Con questo nuovo nemico comune, le due superpotenze mondiali si alleano, fermando l'imminente guerra atomica e arrivando finalmente alla pace. Tuttavia l'ex fisico scopre il piano di Ozymandias e torna sulla Terra per affrontarlo. Qui  però realizza che il piano di Ozymandias, per quanto terribile, ha avuto successo e ha ridato al mondo la pace; rivelare ora la verità riporterebbe il mondo in guerra, così accetta il compromesso e dopo aver ucciso Rorschach (per impedirgli di rivelare al mondo il piano di Ozymandias) decide di abbandonare la Terra.

### DC Rebirth
Con il rilancio dell'universo DC, la serie DC Rebirth, parte dalla riscrittura del Multiverso da parte del Dr. Manhattan: in questa versione l'universo DC canonico e quello di Watchmen si incontrano per la prima volta nel crossover Doomsday Clock. Gli eventi raccontati in questa nuova serie di 12 numeri, la cui storia verte principalmente sul rapporto tra Superman e Dr.Manhattan, si svolgono dopo gli eventi di Watchmen.

## Poteri e abilità
Il Dottor Manhattan è, più che un classico supereroe, una sorta di divinità immortale, invulnerabile e indistruttibile che non ha punti deboli, non prova dolore né alcun'altra sensazione fisica, non invecchia e non necessita di cibo, acqua, sonno o ossigeno.
Il suo potere principale consiste nella capacità di modificare a piacimento la struttura atomica della materia, facoltà che lo rende virtualmente onnipotente benché non possa riportare in vita i defunti o dare vita a oggetti inanimati. Da questa sua capacità ne derivano altre ad essa strettamente correlate: alterare a suo piacimento le dimensioni, la densità e la forza del proprio corpo; generare cloni in grado di agire e ragionare indipendentemente; manipolare l'energia generando campi di forza. Ha anche la capacità di teletrasportare la materia, se stesso e altre persone (anche contemporaneamente) a distanze variabili ma che raggiungono livello interplanetario; a ciò si aggiungono facoltà telecinetiche e la possibilità di attraversare la materia. Il suo controllo della materia non è solo a livello subatomico, ma è anche in grado di riassemblare parte per parte oggetti complessi, quali un veicolo o un meccanismo.
Può prevedere il suo futuro ma non quello degli altri, anche se è più preciso dire che può vedere ogni parte del tempo contemporaneamente; questa sua visione, però, può essere annebbiata da interferenze causate da eventi come l'esplosione di una bomba atomica o un impulso di tachioni.
Nella sua ultima apparizione nella serie alcuni riferimenti rendono chiare le dimensioni divine che ha raggiunto la sua figura: lo si vede infatti camminare sull'acqua e lo si sente affermare che proverà a creare vita nell'universo.

## Personalità
Il Dr. Manhattan è un individuo condannato dalla immensa natura dei propri poteri. Agli occhi degli altri appare riservato, freddo e taciturno, quasi privo della capacità di provare empatia, ma in realtà questo è falso, perché il Dr. Manhattan è in realtà perfettamente in grado di provare emozioni ed è una persona molto buona, gentile e compassionevole. Purtroppo, i suoi poteri modificano la percezione di tutto quello che, normalmente, definisce un normale essere umano e quindi, anche, le sue reazioni. L'immortalità, unita alla sua capacità di osservare al contempo quasi tutto ciò che gli è accaduto, accade e accadrà, cambia profondamente la sua percezione del tempo, delle relazioni e della stessa vita. Lui non esprime emozioni perché qualsiasi sentimento umano esiste anche grazie all'impossibilità degli umani comuni di conoscere con certezza il proprio futuro: Dr. Manhattan, invece, ne conosce ogni più breve istante, a parte casi eccezionali, quindi percepisce ogni evento della propria vita come già vissuto, senza avere motivo di esprimere "nuovamente" dei sentimenti al riguardo. Questo gli rende sempre più difficile interagire con le altre persone, che non potranno mai capirlo davvero, mentre lui, nel frattempo, resta convinto dell'impossibilità di cambiare il futuro, o anche semplicemente non ritiene utile farlo, e lascia che gli eventi accadano senza reagire, se non quando strettamente necessario.

## Altri media

### Cinema
Il Dottor Manhattan è apparso nell'adattamento cinematografico del fumetto, interpretato dall'attore Billy Crudup, doppiato da Alessio Cigliano.

### Televisione
Il Dottor Manhattan è apparso anche nella miniserie televisiva del 2019, interpretato dall'attore Yahya Abdul-Mateen II, doppiato da Jacopo Venturiero.